# Жукотинское княжество
Жукотинское княжество (в других источниках — Джукетауское княжество, Жукотинский эмират) — государство, существовавшее во второй половине XIII века — первой половине XV веков в районе современного Прикамья.

## История
Жукотинское княжество образовалось во второй половине XIII века в восточной части распавшейся ранее Волжской Булгарии. Государство не являлось вассалом Булгарского княжества, с которым граничило, и всецело подчинялось хану Золотой Орды.
В 1390 году на территорию княжества вторгся Тимур, практически полностью его уничтоживший.
В 1431 году прекратило своё существование в результате захвата его русскими войсками по приказу Василия II, однако в скором времени вошло в состав новообразованного Казанского ханства.
После покорения Казанского ханства в 1552 году вновь в составе России.